# Agustín Ibarrola
Agustín Ibarrola Goicoechea (Basauri, 18 augustus 1930 – Galdakao, 17 november 2023) was een Spaans-Baskische schilder en beeldhouwer.

## Leven en werk
Ibarrola ontwikkelde zich als autodidact tot schilder en exposeerde reeds op zestienjarige leeftijd. Hij kreeg een opleiding aan de Escuela de Artes y Oficios de Bilbao in Bilbao. Hij maakte in 1950 kennis met de beeldhouwer Jorge Oteiza, die zijn werk blijvend zou beïnvloeden en hem liet kennismaken met het constructivisme. In 1955 kon hij, dankzij een beurs van de gemeente Bilbao, zijn studie voortzetten in het atelier van de schilder Daniel Vázquez Diaz (1882-1969) in Madrid.
Hij ging in 1956 naar Parijs, waar hij in 1957 betrokken was bij de oprichting van de kunstenaarsgroepering Equipo 57. Met onder anderen Jorge Oteiza en Nestor Basterretxea werd gezamenlijk geëxposeerd.
In 1962 werd Ibarrola wegens zijn activiteiten voor de communistische partij gevangengezet. Zijn vrijlating volgde in 1965, maar reeds in 1967 wachtte hem opnieuw de gevangenis. Hij werd opgesloten in de gevangenis van Burgos, maar bleef schilderen.

## Land art projecten
Vanaf 1980 ging Ibarrola beeldhouwen, waarbij hij zijn achtergrond als schilder niet verloochende. Hij werd eveneens actief als land art-kunstenaar en voerde diverse projecten uit in Spanje en Duitsland. Enkele van zijn werken:
- Bosque de Oma in het Reserva Naturel de Urdaibai, Kortezubi (Biskaje)[1]
- Bosque Pintado de Olmos Secos in Salamanca
- Totems (2002), Halde Haniel in Bottrop (Duitsland)
- Cubos de la Memoria (2002/03), Puerto de Llanes in Llanes (Asturië)

## ETA
Als gevolg van persoonlijke bedreigingen van de zijde van de ETA verhuisde Ibarrola in 2005 van het Baskenland naar de provincie Ávila. Hij sloot zich aan bij het burgerinitiatief ¡Basta Ya!, dat sinds 1999 protesteert tegen het geweld van de ETA.
Agustín Ibarrola ontving de onderscheiding Orden del Mérito Constitucional.

## Overlijden
Ibarrola overleed op 93-jarige leeftijd in een ziekenhuis in de Spaanse gemeente Galdakao.

## Werken in de openbare ruimte (selectie)
- 1985 Viaje al infinito, Estación de Abando in Bilbao (Biskaje)
- 1986/87 Ola a ritmo de txalaparta, Estación de Chamartin in Madrid
- 1992 La Mirada (marmer), Plaza del General Loma in Vitoria-Gasteiz (Álava)
- 1992 Hombro con hombro (reliëf in ijzer), Plaza del General Loma, Vitoria
- 1996 El bosque de los tótems, Estación Príncipe de pío van de metro van Madrid in Madrid
- 2001 Monumento al Ministerio de Fomento (cortenstaal), Jardines nuovos ministerios in Madrid
- 2003 Satélite, beeldenpark Museo de Escultura de Leganés in Leganés
- 2008 Monumento a la victimes del terrorismo in Logroño (La Rioja)

## Fotogalerij

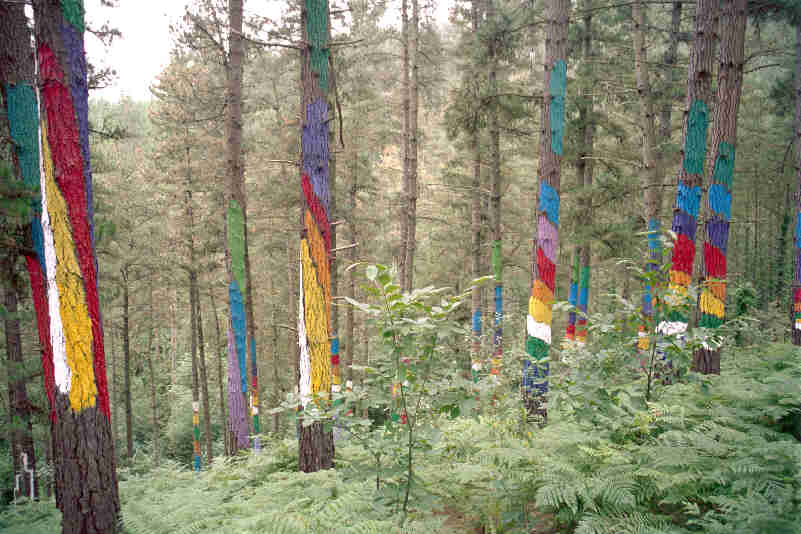
Bosque de Oma in Kortezubi
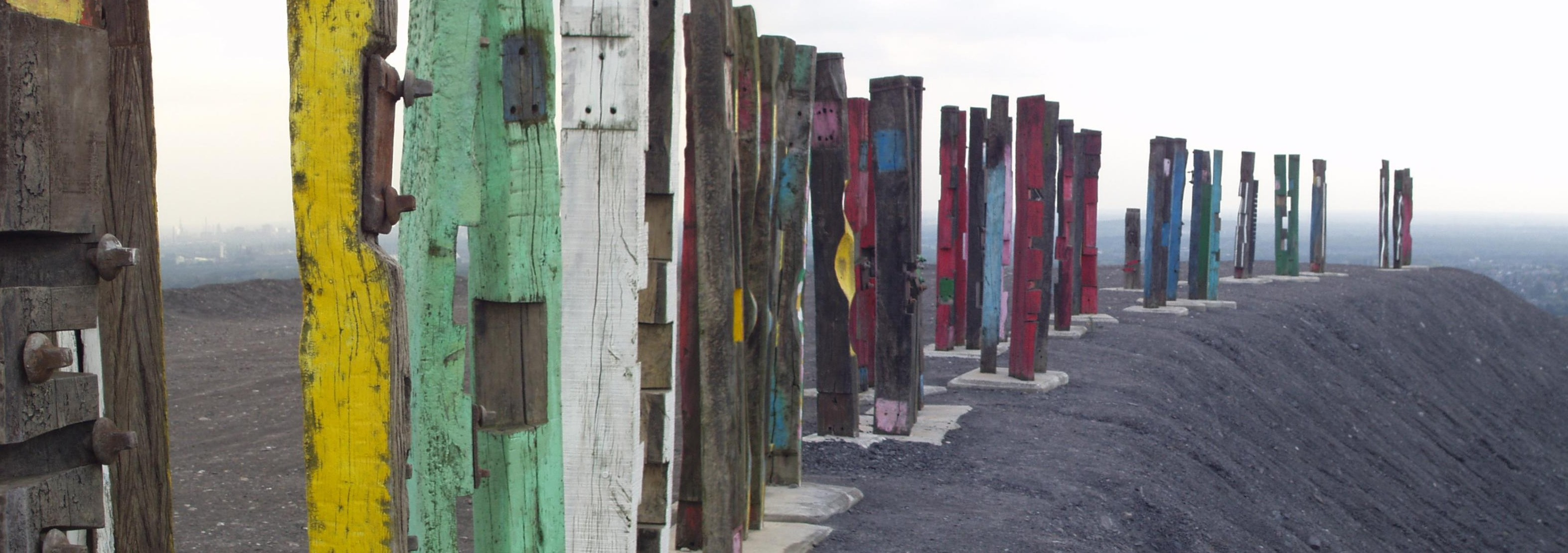
Halde Haniel in Bottrop Totems (meer dan 100 spoorbielzen)
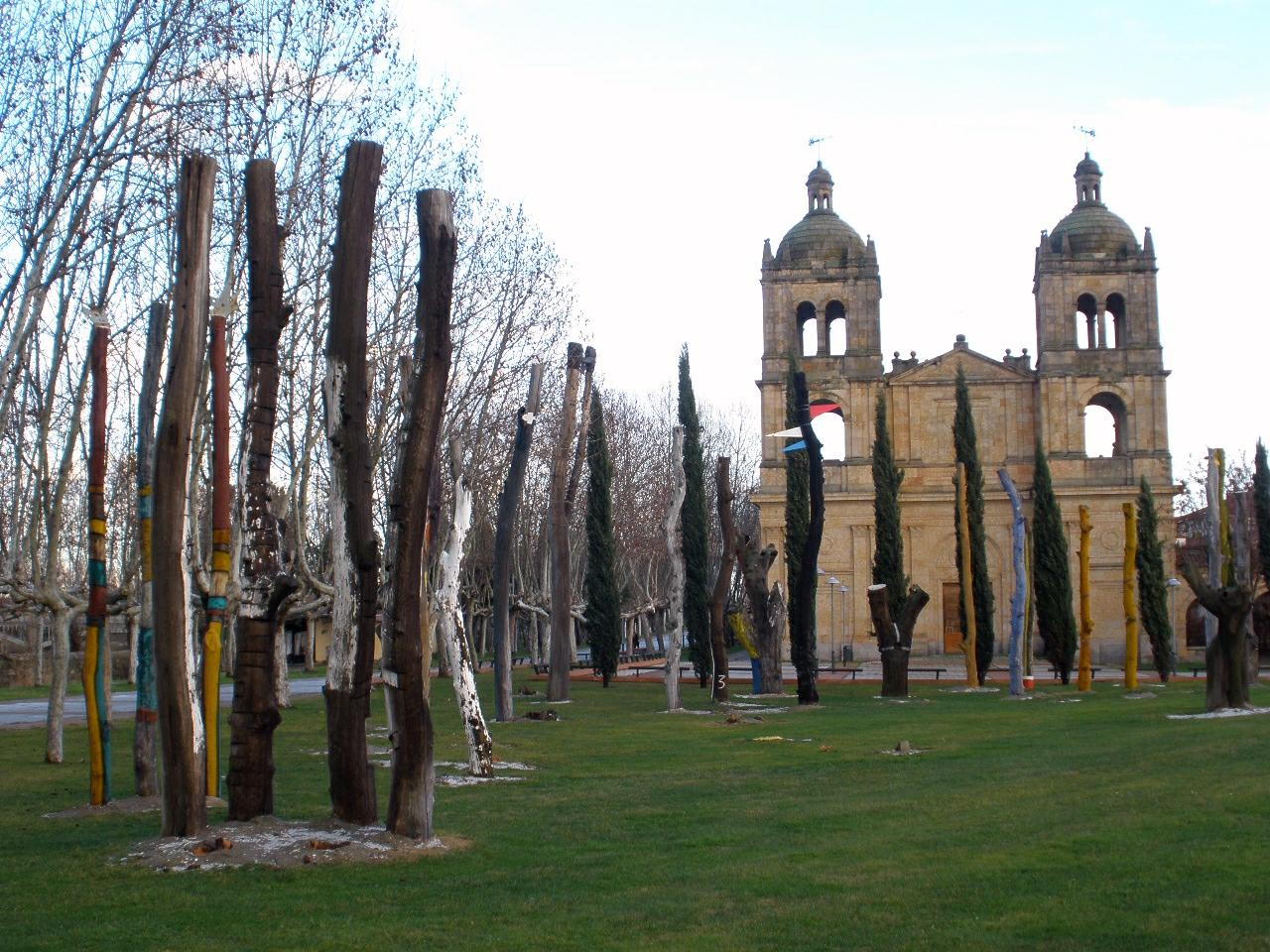
Bosque Pintado de Olmos Secos in Salamanca
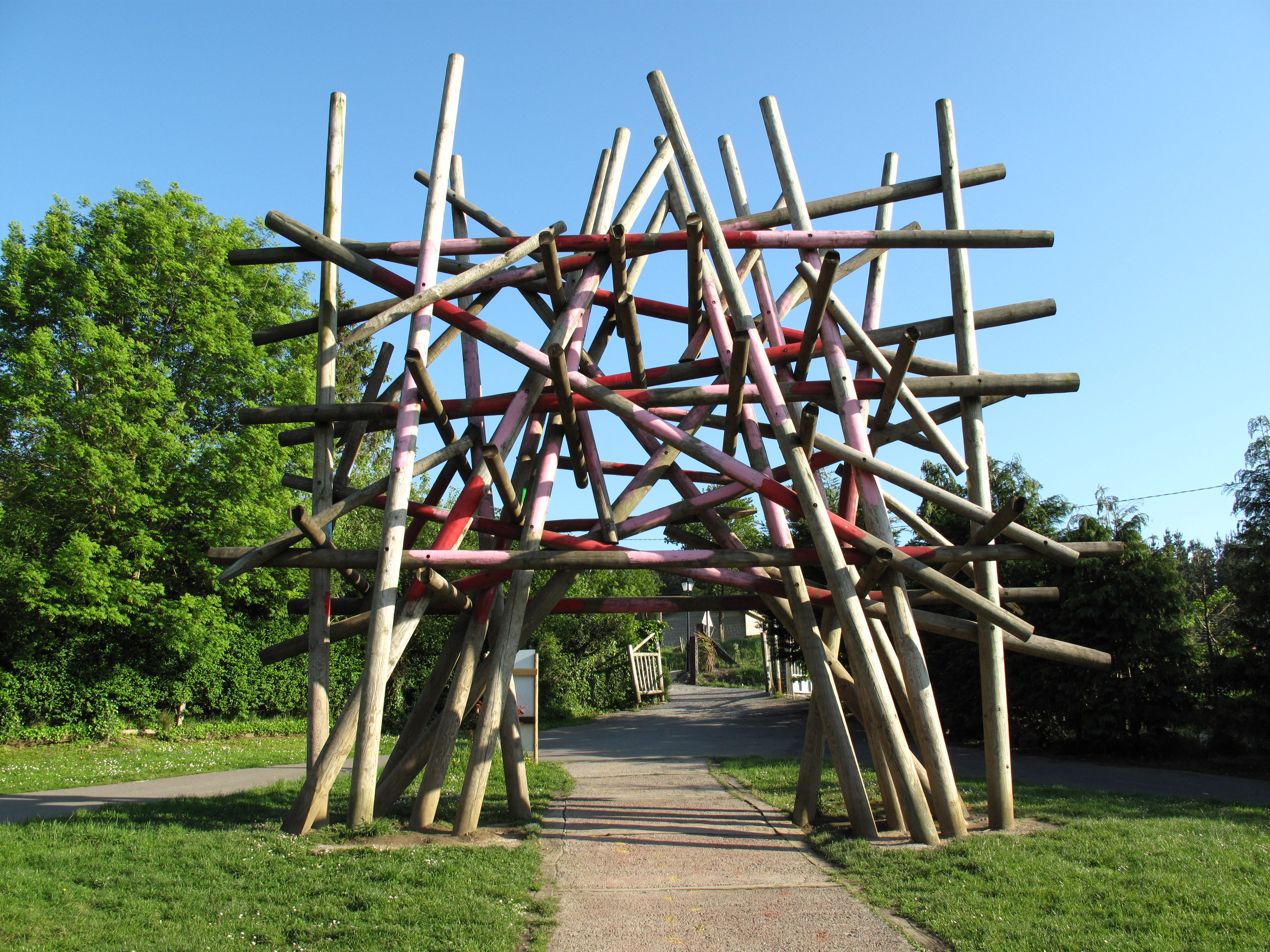
Totem, Kortezubi
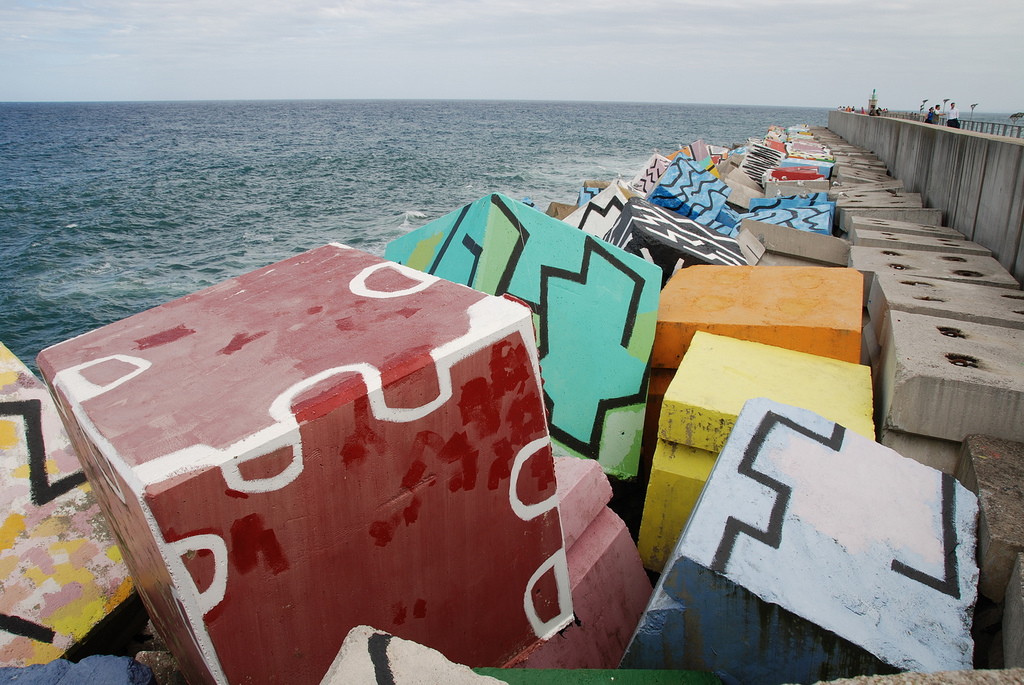
Cubos de la Memoria, Llanes
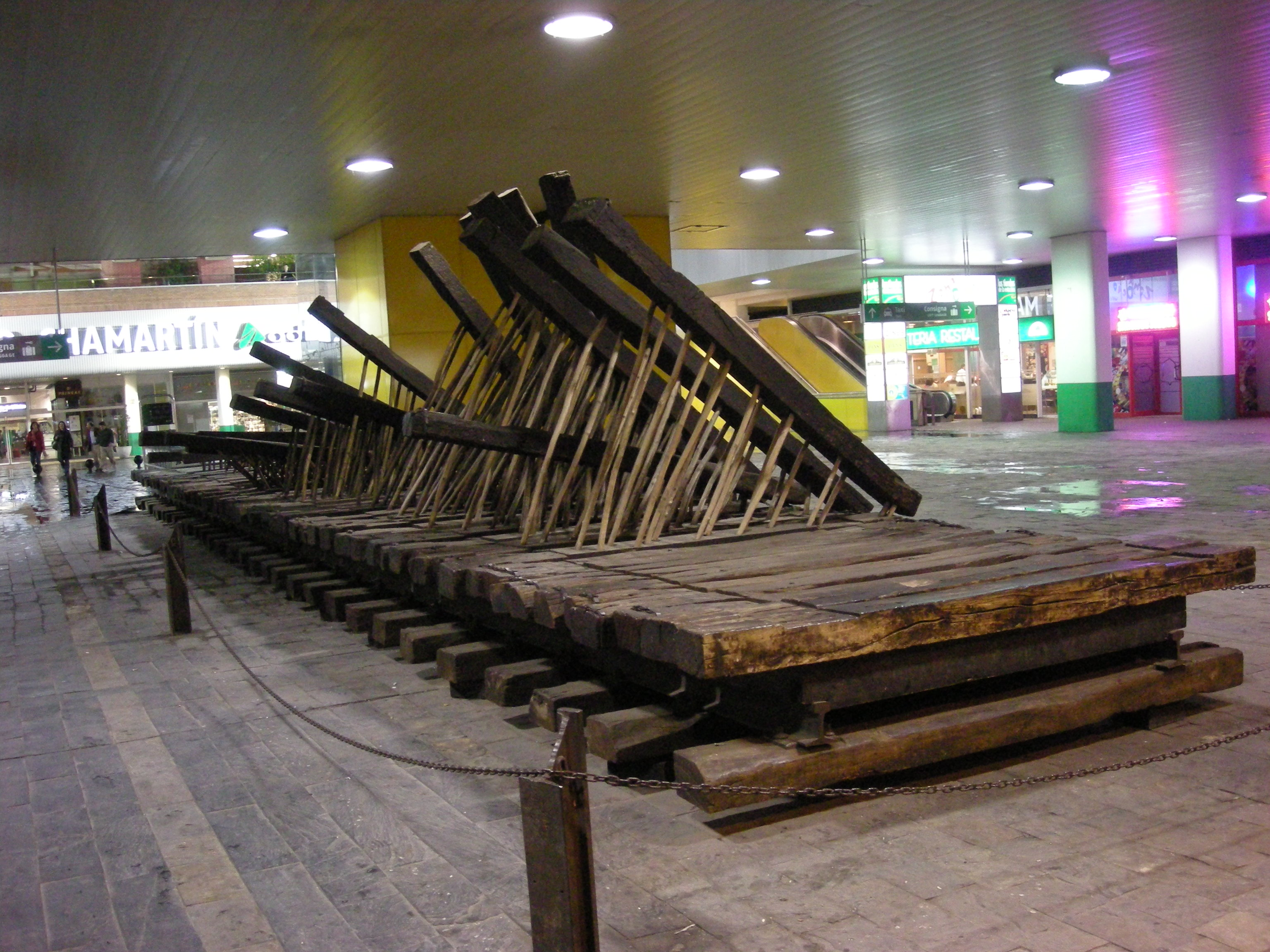
Ola a ritmo de txalaparta, Madrid